# ГЕС Міяшіта
ГЕС Міяшіта (яп. 宮下発電所, Міяшіта хацуденшьо, Гепберн: Miyashita hatsudensho) — гідроелектростанція в Японії на острові Хонсю. Знаходячись між ГЕС Увада (вище по течії) та ГЕС Янайдзу, входить до складу каскаду на річці Тадамі, лівій притоці Агано, яка впадає до Японського моря у місті Ніїгата.
В межах проекту річку перекрили бетонною гравітаційною греблею висотою 53 метра та довжиною 168 метрів, яка потребувала 152 тис. м3 матеріалу. Вона утримує водосховище з площею поверхні 1,45 км2 та об'ємом 20,5 млн м3 (корисний об'єм 4,1 млн м3).
Машинний зал станції розташований на правому березі Тадамі за півкілометра нижче від греблі. Ресурс сюди подається через два тунелі довжиною 0,63 км та 0,72 км з діаметрами по 6 метрів, які завершуються у верхньому балансувальному басейні розмірами 58х14 метрів при глибині 20 метрів. Звідси починаються п'ять напірних водоводів довжиною по 92 метра зі спадаючим діаметром від 5,5 до 3,8 метра.
Основне обладнання станції становлять п'ять турбін типу Френсіс загальною потужністю 123 МВт (номінальна потужність станції рахується як 94 МВт), які використовують напір у 35 метрів.